# Джин Келлі
Джин Келлі (англ. Eugene Curran (Gene) Kelly, 23 серпня 1912 — 2 лютого 1996) — американський танцюрист, актор, співак, режисер, кінопродюсер та хореограф, відомий завдяки енергійному та атлетичному танцювальному стилю, гарній зовнішності та приємному характеру, втілюваних ним персонажів.

## Кар'єра
Джин Келлі найбільше запам'ятався своїми ролями у фільмах «Співаючи під дощем» (1952), «Американець у Парижі» (1951) та «Підняти якорі» (1945) та був одним із провідних акторів музичних фільмів доки цей жанр не вийшов з моди наприкінці 50-х. Багато його новаторських рішень змінили класичний голлівудський мюзикл, зазначають, що саме він зробив балет прийнятним для аудиторії кінофільмів. У 1952 році Джин Келлі отримав почесний «Оскар» за досягнення впродовж кінокар'єри. У 1999 році Американський інститут кіномистецтва поставив його на 15 місце у списку найвизначніших зірок-чоловіків.

## Вибрана фільмографія
| Рік  |   | Українська назва         | Оригінальна назва              | Роль                                      |
| ---- | - | ------------------------ | ------------------------------ | ----------------------------------------- |
| 1942 | ф | Для мене і моєї дівчини  | For Me and My Gal              | Гаррі Палмер                              |
| 1943 | ф | Пілот №5                 | Pilot No. 5                    | Віто С. Алессандро                        |
| 1943 | ф | ДюБарі був жінкою        | DuBarry Was a Lady             | Алек Гоу/Чорна Стріла                     |
| 1943 | ф | Тисячі привітань         | Thousands Cheer                | рядовий Едді Марш                         |
| 1944 | ф | Дівчина з обкладинки     | Cover Girl                     | Денні МакГвайр                            |
| 1945 | ф | Підняти якорі            | Anchors Aweigh                 | Джо Брейді                                |
| 1945 | ф | Безумства Зігфелда       | Ziegfeld Follies               | джентльмен у 'The Babbit and the Bromide' |
| 1947 | ф |                          | Living in a Big Way            | Лео Ґоґарті                               |
| 1948 | ф | Пірат                    | The Pirate                     | Серафін                                   |
| 1948 | ф | Три мушкетери            | The Three Musketeers           | д'Артаньян                                |
| 1948 | ф | Слова і музика           | Words and Music                | у ролі самого себе                        |
| 1949 | ф | Візьми мене на бейсбол   | Take Me Out to the Ball Game   | Едді О’Браян                              |
| 1949 | ф | Звільнення у місто       | On the Town                    | Ґейбі                                     |
| 1950 | ф | Чорна рука               | Black Hand                     | Джованні Коломбо                          |
| 1950 | ф | Літні гастролі           | Summer Stock                   | Джо Д. Росс                               |
| 1951 | ф | Американець в Парижі     | An American in Paris           | Джеррі Малліґан                           |
| 1952 | ф | Співаючи під дощем       | Singin' in the Rain            | Дон Локвуд                                |
| 1954 | ф | Бригадун                 | Brigadoon                      | Томмі Олбрайт                             |
| 1954 | ф | Глибоко в моєму серці    | Deep in My Heart               | танцювальний номер                        |
| 1955 | ф | Завжди хороша погода     | It's Always Fair Weather       | Ted Riley                                 |
| 1956 | ф | Запрошення на танець     | Invitation to the Dance        | Host/Pierrot/The Marine/Sinbad            |
| 1957 | ф | Дівчата                  | Les Girls                      | Barry Nichols                             |
| 1958 | ф | Марджорі Монінстар       | Marjorie Morningstar           | Noel Airman                               |
| 1960 | ф | Давай займемося коханням | Let's Make Love                | у ролі самого себе                        |
| 1960 | ф | Пожнеш бурю              | Inherit the Wind               | E.K. Hornbeck                             |
| 1964 | ф | Що за шлях!              | What a Way to Go!              | Pinky Benson                              |
| 1967 | ф | Дівчата з Рошфора        | Les Demoiselles de Rochefort   | Енді Міллер                               |
| 1976 | ф | Оце розваги!             | That's Entertainment!          | у ролі самого себе                        |
| 1976 | ф | Оце розваги!, ч. 2       | That's Entertainment, Part II  | у ролі самого себе                        |
| 1980 | ф | Занаду                   | Xanadu                         | Денні МакГвайр                            |
| 1994 | ф | Оце розваги!, ч. 3       | That's Entertainment, Part III | у ролі самого себе                        |